# 水鉄タクシー
水鉄タクシー株式会社（すいてつタクシー）は大阪府貝塚市を中心にタクシー事業を運営する会社である。親会社は水間鉄道であったが、岸交グループ（代表 中塚 貴志）の傘下となる。本社所在地は、大阪府貝塚市港27-12。

## 歴史
- 1954年（昭和29年） - 水間鉄道が明治交通からタクシー事業の営業権を譲り受け、タクシー事業開始。
- 1958年（昭和33年） - タクシー事業を分離独立し、水鉄タクシーを設立。
- 2005年（平成17年）
  - 水鉄タクシー株式会社の株式を譲渡。
  - 5月31日 - 大阪地裁に会社更生法の適用を申請、経営破綻。
- 2006年（平成18年）
  - 1月4日 - 関西中央グループ（代表 薬師寺 薫）が支援会社に決定。
  - 3月31日 - 会社更生法認可決定。
  - 5月19日 - 更生計画終結。
- 2010年（平成22年） - 貝塚市二色中町から貝塚市港（現在地）へ移転[1]。

出典

## タクシー
- 保有台数 28台（一般タクシー 28台）[4]